# Gran Llac dels Ossos

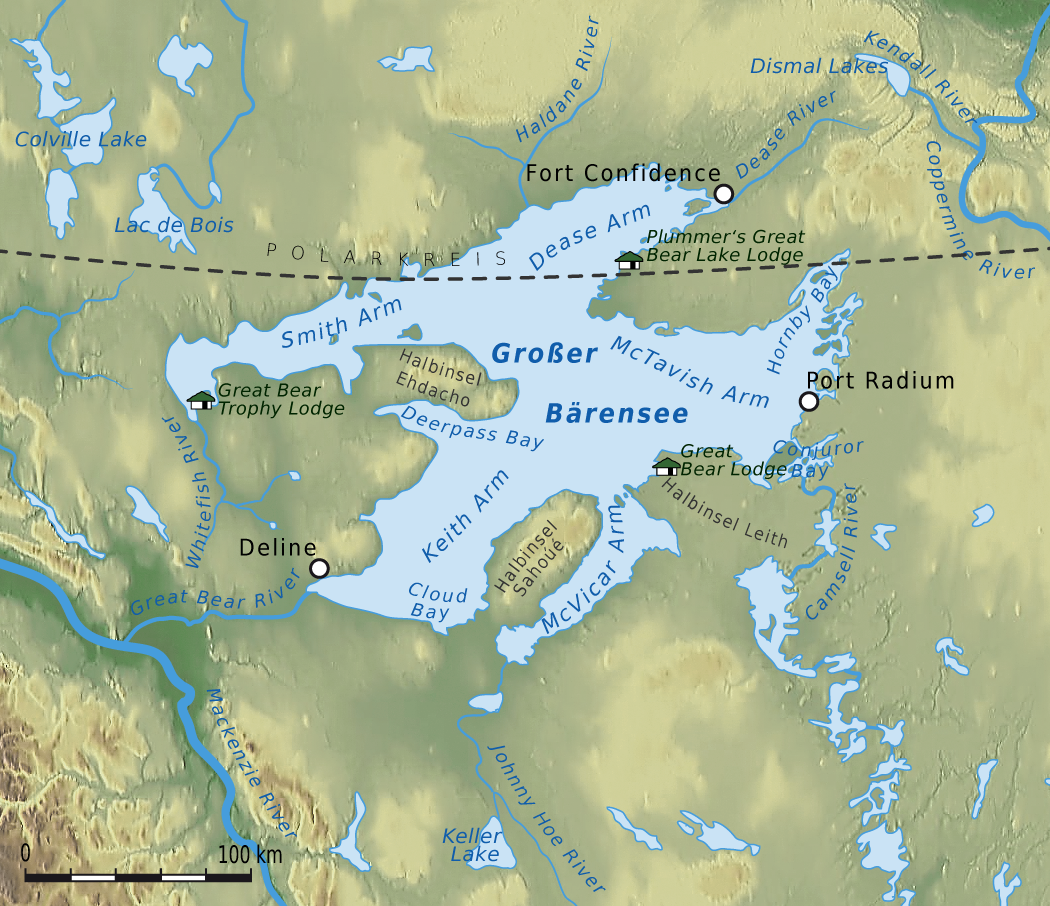
Mapa topogràfic del Gran Llac dels Ossos

El Gran Llac dels Ossos (en anglès Great Bear Lake, en slave Sahtú, en francès Grand lac de l'Ours) és el llac més gran dels que es troben completament dins del Canadà, el tercer de l'Amèrica del Nord (són més grans el llac Superior i el Llac Huron, però estan a banda i banda de la frontera entre el Canadà i els Estats Units) i el setè del món. Es troba dins del cercle polar àrtic (entre els 65° i els 67° N i entre els 118° i 123° O). dins dels anomenats Territoris del Nord-oest i està situat a una altitud de 186 m sobre el nivell del mar.

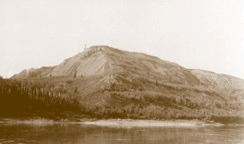
Gran Turó de l'Ós

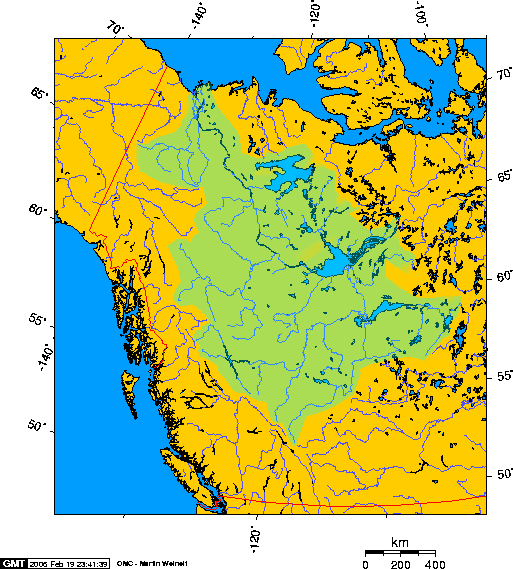
La conca del riu Mackenzie, amb la situació del Gran Llac dels Ossos

A la riba del llac podem trobar-hi dues poblacions; Deline, a la banda sud, i Port Radium, a la banda est.
El 1930, Gilbert LaBine descobrí urani a la zona.

## Topònim
El nom es creu que es va originar amb les Primeres Nacions del Canadà que vivien al llarg de la costa nord del llac, que es referien a si mateixes mitjançant paraules en slave que significa "l'aigua de l'os bru". El poble Sahtu Dene porten el nom del llac. A la riba de llac podem trobar-hi un turó, el Grizzly Bear Mountain, és a dir, en llengua Chipewyan "el gran turó de l'os".

Sahoyue (muntanya de l'ós Grizzly), una península al costat sud del llac, i Edacho (Scented Grass Hills), una altra península al costat oest, formen el lloc històric nacional de Saoyú-ʔehdacho del Canadà.

## Geografia

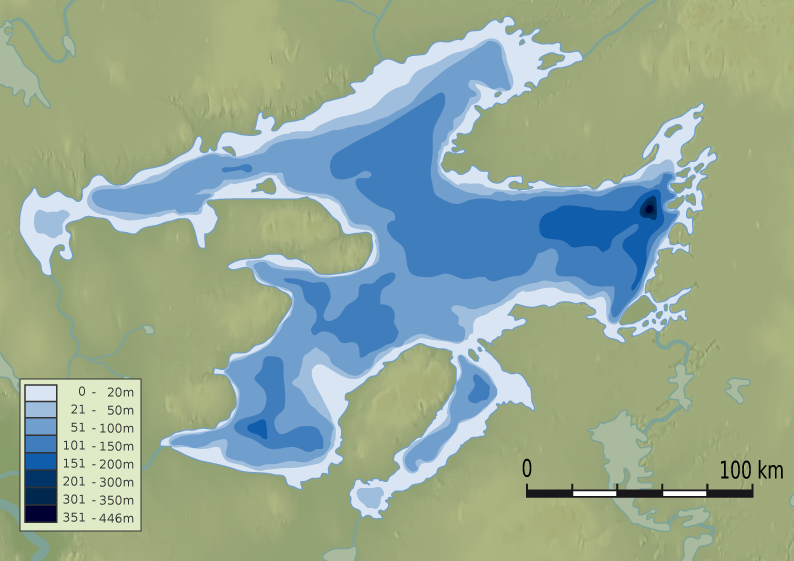
Mapa batimètric del Gran Llac dels Ossos.

El llac ocupa una superfície de 31.153 km² i té un volum de 2.236 km³. La seva fondària màxima és de 446 m i la fondària mitjana és de 71,7 m. La llargada total de la costa és de 2.719 quilòmetres i l'àrea d'influència del llac és de 114.717 km². El Gran Llac dels Ossos està cobert de gel des de finals de novembre fins a juliol.
El Gran Llac dels Ossos està ubicat enmig d'un enorme desert, amb els braços sud i oest arribant a la tundra, mentre que les aigües al costat est toquen el marge rocós de l'Escut canadenc. Les costes sud i oest estan cobertes de boscos, majoritàriament cobertes d'avets raquítics. El llac està cobert de gel durant vuit mesos, generalment fins a juliol.
Les roques precambriques de l'Escut formen el marge oriental del Braç McTavish. Aquesta regió del llac ofereix un magnífic paisatge entre les nombroses illes i les llargues escletxes en forma de fiord del litoral. Les complexes roques del Precambrià estan formades per dipòsits sedimentaris i metamòrfics, complementats per intrusions ígnies que formen dics i sills. Entre l'Escut i la regió de les Planes Interiors, que forma la major part de la costa occidental, hi ha una estreta franja de roques ordovíciques compostes per calcàries i dolomites amb inclusions de gres i conglomerat. La plana es compon en gran part de till glacial subjacent amb estrats mesozoics de calcària no dividida. El terreny en aquesta regió és suaument ondulat, generalment per sota dels 300 m d'altitud, amb turons ocasionals com la Grizzly Bear Mountain (Muntanya de l'Ós bru) o els Scented Grass Hills (Turons de l'Herba Perfumada) que arriben a una altitud de 450 m
En el moment més recent de la glaciació, la major part del territori a l'est del riu Mackenzie estava cobert per la capa de gel de les Laurentides, però se sap que existia una regió no glaçada a l'oest del Gran Llac, al llarg del front que divideix les capes de gel de les Laurentides de les serralades. Uns 10000 anys abans de Crist, el marge de gel va coincidir aproximadament amb el límit de l'Escut. La capa de gel va creuar el pendent bàsic cap al nord de la terra bloquejant el drenatge, donant així lloc al gran llac proglacial, el Llac Glacial McConnell, que cobreix l'àrea que ara ocupen els llacs Great Bear i Great Slave i la terra entre ells. Aquest immens llac es drenava cap al sud-est; les seves línies de costa, encara visibles a 145 metres per sobre del nivell actual del Gran Llac dels Ossos testifiquen la seva mida original. Amb la retirada dels gels, la terra va sorgir de manera desigual, fet que va provocar una notable inclinació de les línies de costa i la formació d'una sortida a l'extrem occidental del que avui és el braç Smith A mesura que la superfície de la terra va continuar canviant, la sortida va canviar d'aquesta regió a la seva ubicació actual a l'extrem occidental del Braç Keith. Les proves arqueològiques suggereixen que aquesta sortida es va establir cap a l'any 4000 aC, a uns 12 m per sobre del nivell actual del llac. Altres proves arqueològiques indiquen que el nivell actual del llac s'havia establert al voltant de 2600 anys aC.
Actualment, el Gran Llac ocupa una posició propera al límit nord dels arbres. Al sud i a l'oest hi ha boscos, en gran part d'avet blanc i negre, intercalats amb muskeg a les regions més baixes i mal drenades. Cap al nord, el bosc disminueix i dona pas a la tundra, amb arbres només a les zones més protegides.
El llac és conegut per la seva considerable claredat. L'explorador John Franklin va escriure el 1828 que un drap blanc col·locat a l'aigua no desapareixia fins que sobrepassava una profunditat de 27 m.

### Braços
Els braços del gran llac dels óssos sòn el braç Smith (al nord-oest), el braç Dease (al nord-est), el braç McTavish (al sud-est), el braç McVicar (al sud) i el braç Keith (al sud-oest). La comunitat de Délı̨nę es troba al braç Keith prop de la sortida del riu Great Bear que desemboca a l'oest al riu Mackenzie a Tulita.

### Afluents

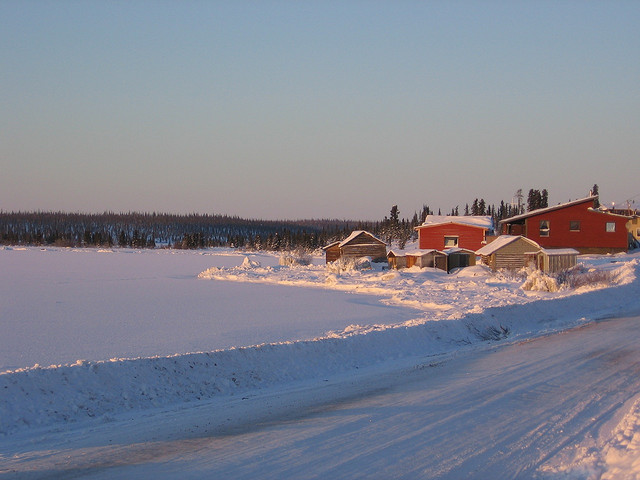
Gran Llac dels Ossos a l'hivern, tot congelat

Els rius que desemboquen al Gran Llac de l'Ós són: 
- Riu Whitefish[19]
- Riu Gran Spruce[20]
- Riu Haldane[21]
- Riu Bloody[22]
- Riu Dease[23]
- Riu Sloan[24]
- Riu Johnny[25]

## Influència humana

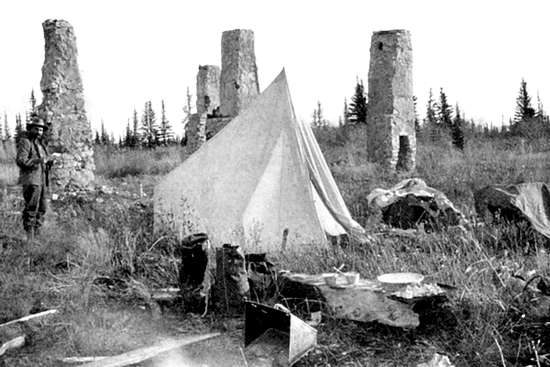
Ruïnes de Fort Confidence a la desembocadura del Dease River (any 1911)

La comunitat de Délı̨nę és al llac, prop de la capçalera del riu Bear. Hi ha una carretera de gel des de Délı̨nę fins a la carretera d'hivern al costat més llunyà del riu Great Bear.
El 5 de març de 2016, un camió cisterna va caure en part de la carretera de gel tot just uns dies després que el govern hagués augmentat el límit de pes màxim permès a 40000 kg a la carretera. El camió, que es trobava 3 km (1.9 mi) als afores de Délı̨nę i a prop de la presa d'aigua dolça de la comunitat, així com d'una important zona de pesca, contenia aproximadament 30000 litres de combustible per a calefacció i era un dels 70 camions destinats a reabastir la comunitat. El combustible fou retirat del camió s les 2 de la matinada del 8 de març.
Tres allotjaments al voltant del llac són destinacions per a la pesca i la caça. El 1995, una truita de llac de 32,8 kg va ser capturada, el peix més gran que s'ha pescat mai amb canya al món.

### Mineria
En 1930, Gilbert LaBine va descobrir dipòsits d'urani a la regió del Gran Llac dels Ossos. L'antiga zona minera Port Radium, lloc de la Mina Eldorado, on es va descobrir petchblenda, estava situada a la riba oriental. Echo Bay Mines Limited va arrendar l'antic campament i el molí de Port Radium per recuperar valors de plata i coure des de 1965 fins a 1981.

## Clima
Aquest llac queda cobert pel gel entre finals de novembre i juliol. A la seva riba (Port Radium), la temperatura mitjana de gener és de -27 °C i la de juliol +12 °C.

## Medi ambient
El llegat tòxic de les operacions mineres històriques al Gran Llac dels Ossos continua sent un problema mediambiental. Encara que els residus rics en urani abocats originalment al llit del llac es van retirar majoritàriament com a part de les operacions mineres de la dècada de 1950, els materials radioactius i els metalls pesants persisteixen tant al llac com als estanys superficials de la riba oriental. Investigacions recents han demostrat que els metalls pesants s'acumulen als peixos que es troben a prop de Port Radium en concentracions més altes que en altres parts del llac. Les fonts naturals de mercuri han contaminat el peix del riu Johnny Hoe a nivells prou alts per ser un problema de salut i, com a resultat, l'antiga i important pesca domèstica al lloc ha estat abandonada en gran manera.